# 新米科拉伊夫卡 (貝雷濟夫卡區)
46°57′53″N 30°49′29″E / 46.96472°N 30.82472°E
新米科拉伊夫卡（烏克蘭語：Новомиколаївка）是位於烏克蘭西南部的村莊，由敖德萨州贝雷济夫卡区的庫里索韋市鎮負責管轄。該村始建於1932年，面積0.57平方公里，海拔高度27米，2001年人口758，人口密度每平方公里1,329.82人。